# کلیسای جامع سنت نیکلاس، کوئوپیو
کلیسای جامع سنت نیکلاس، کوئوپیو (انگلیسی: Saint Nicholas Cathedral, Kuopio،فنلاندی: Pyhän Nikolaoksen katedraali؛ سوئدی: Helige Nikolaus katedral؛ روسی: Никольский собор) کلیسای اصلی ارتدوکس در وینولن‌نیمی،کوئوپیو، فنلاند و همچنین مقر اسقف ارتدکس کارلیا است. این کلیسا در سال ۱۹۰۳ تکمیل شد و به یاد نیکلاس قدیس اختصاص یافته است. این کلیسا که بین سال‌های ۱۹۰۲ و ۱۹۰۳ ساخته شد، توسط استاد سازنده الکساندر ایساکسون از ویبورگ طراحی شد. نمای آن گچ‌کاری و رنگ‌آمیزی شده تا شبیه آجر قرمز به نظر برسد، اما زیر گچ نیز آجر اصل وجود دارد. از نظر ظاهری، شبیه کلیساهای پادگانی آجر قرمز در آن زمان است. دیوار نماد در الکساندر نوسکی لاورا در سنت پترزبورگ ساخته شده و توسط نیکولای بوبریکوف، فرماندار کل فنلاند اهدا شده است. هشت ناقوس در کلیسای جامع وجود دارد.
این کلیسا توسط دومین اسقف اعظم ارتدکس فنلاند، اسقف اعظم نیکلای در سال ۱۹۰۴ تقدیس شد. این کلیسا در سال‌های ۲۰۰۳-۲۰۰۴ بازسازی شد و در سال ۲۰۰۴ توسط اسقف اعظم لئو مکونن بازگشایی شد. در طول بازسازی، طلاکاری شمایل‌ها تجدید شد و فضای داخلی کلیسای جامع به طور کامل بازسازی شد.